# Alvise De Donati
Alvise De Donati (anche Luigi o Ludovico ) (fl. XV-XVI secolo) è stato un pittore italiano, attivo in Piemonte e in Lombardia tra il 1491 e il 1512.

## Biografia

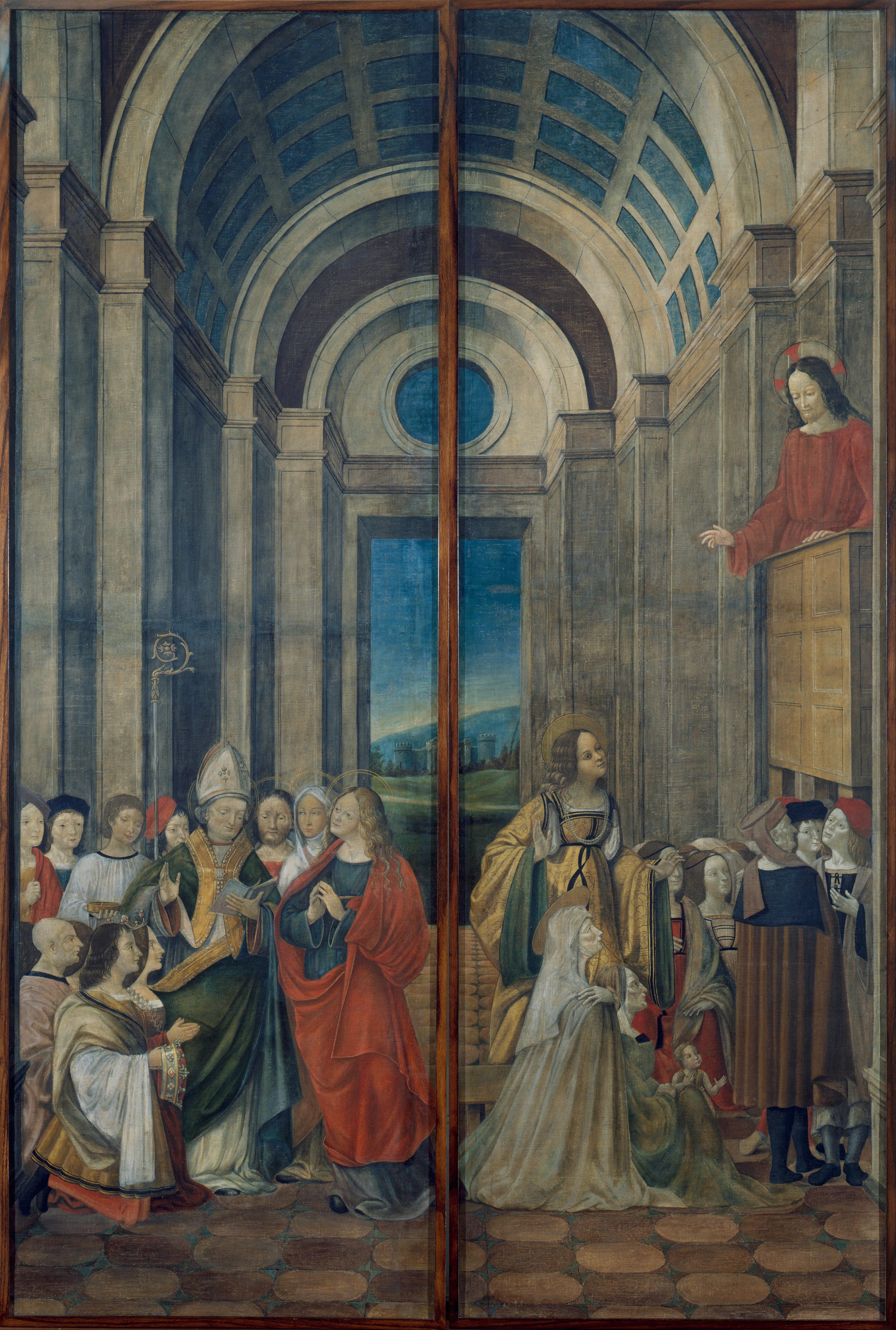
Maria Maddalena, Marta, Lazarro e Massimino adorati dal principe e la principessa di Provenza, Museo nazionale d'arte della Catalogna, Barcellona

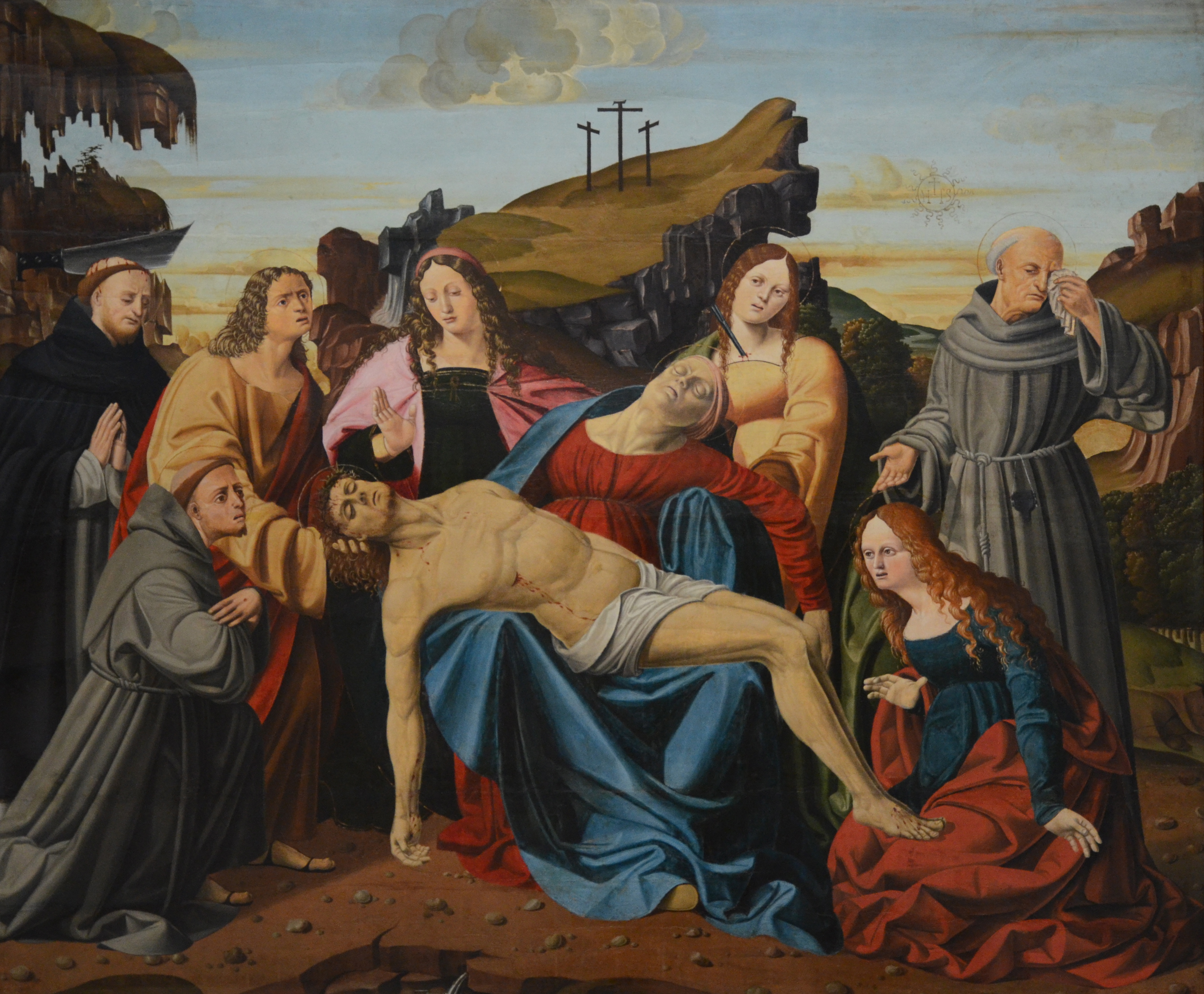
Compianto sul Cristo morto con san Pietro Martire, san Francesco d'Assisi e san Bernardino da Siena, Ginevra

Appartenente ad una famiglia di scultori, fu egli stesso scultore oltre che pittore. Dalle sue opere conservate, tra cui il polittico della parrocchiale di Moltrasio del 1507, la Madonna col Bambino del 1510, ora al Musée des beaux-arts di Lione, la Madonna col Bambino e Santi del 1512, conservata al Museo diocesano di Sondrio e proveniente dalla chiesa di San Benigno, emergono il precoce interesse per i tagli prospettici e le caratterizzazioni del Bramantino, e l'attenzione per la cultura di Vincenzo Foppa e Bergognone.
A Caspano, nella chiesa di San Bartolomeo, é conservata la Resurrezione di Lazzaro del 1508. Sempre nella chiesa di San Bartolomeo si trovava il quadro Maria Maddalena, Marta, Lazarro e Massimino adorati dal principe e la principessa di Provenza, ora a Barcellona, raffigurante il re di Francia Luigi XII e la regina Anna di Bretagna, inginocchiati di fronte a San Massimino.
Il Compianto sul Cristo morto con san Pietro Martire, san Francesco d'Assisi e san Bernardino da Siena del Musée d'art et d'histoire di Ginevra, forse la sua opera più tarda, appare aggiornata in senso leonardesco.